# Pułk Hetmana Wielkiego Koronnego
Pułk Hetmana Wielkiego Koronnego - oddział jazdy Armii Koronnej.

## Formowanie i zmiany organizacyjne
Uchwalony na sejmie 1717 roku komput wojska koronnego przewidywał pozostawienie pułku Hetmana Wielkiego Koronnego w składzie czterech chorągwi husarskich i 23 pancernych oraz 5 chorągwi lekkich. Faktycznie kwatery różnych pułków przeplatały się nawzajem i były względem siebie w znacznej odległości. Nie zorganizowano sztabu pułku. Struktura pułkowa była zatem czysto formalna, a rzeczywistymi dowódcami pułków byli porucznicy chorągwi pułkowniczych.

## Struktura organizacyjna
Struktura organizacyjna z 1699 roku:
husaria
- jedna chorągiew 150 koni
- pięć chorągwi po 100 koni

pancerni
- jedna chorągiew  150 koni
- siedem chorągwi po 120 koni
- siedem chorągwi po 100 koni
- jedna chorągiew  90 koni
- trzy chorągwie po 80 koni

Razem w pułku: 25 chorągwi; 2670 koni
Struktura organizacyjna z 1717 roku:
- 4 chorągwie husarskie - 245 „głów”
- 22 chorągwie pancerne - 980 „głów”
- 5 chorągwi lekkich - 250 „głów”